# Tsotne Machavariani
Tsotne Machavariani (en georgiano: ცოტნე მაჭავარიანი, Tiflis, 26 de septiembre de 1997) es un deportista georgiano que compite en tiro, en la modalidad de pistola. Es hijo de la tiradora Nino Salukvadze.
En los Juegos Europeos de Minsk 2019 consiguió una medalla de bronce en la prueba de pistola 50 m.

## Palmarés internacional
| Juegos Europeos | Juegos Europeos     | Juegos Europeos   | Juegos Europeos |
| Año             | Lugar               | Medalla           | Prueba          |
| --------------- | ------------------- | ----------------- | --------------- |
| 2019            | Minsk (Bielorrusia) | Medalla de bronce | Pistola 50 m    |